# Das Jüdische Echo
Das Jüdische Echo ist eine jährlich in Wien erscheinende Zeitschrift. 

## Geschichte
Die Zeitschrift wurde 1951 von der Vereinigung Jüdischer Hochschüler Österreichs in Wien als Mitteilungsblatt der jüdischen Studenten gegründet. Sie erscheint jährlich mit einem bestimmten Thema zum Judentum, seit längerem im Falter-Verlag. Jahrzehntelang war Leon Zelman Motor des Projekts. 
Herausgegeben wird Das Jüdische Echo vom Verein zur Herausgabe der Zeitschrift „Das Jüdische Echo“, dem Leon Widecki als Obmann vorsteht. Der Verein gibt im Impressum der Zeitschrift folgenden Vereinszweck an:

„Historisch-kritische Aufarbeitung des österreichisch-jüdischen Geisteslebens sowie die Darstellung aktueller Strömungen zur Förderung der demokratischen Kultur.“

Der Verein wird von öffentlichen Stellen, vor allem vom Bundeskanzleramt und der Wiener Stadtverwaltung, unterstützt.
Seit 1999 trägt die Zeitschrift den Untertitel „Europäisches Forum für Kultur und Politik“.
Langjähriger Chefredakteur war Leon Zelman. Nach seinem Tod übernahm 2008 Marta S. Halpert die Chefredaktion, 2014 Erhard Stackl. Seit 2023 ist Christian Schüller Chefredakteur. Projektkoordinatorin ist Susanne Trauneck, Geschäftsführerin des Jewish Welcome Service Vienna.
Die Zeitschrift (ISBN 978-3-85439-519-5) erscheint seit längerem einmal pro Jahr mit etwa 150 Seiten.

## Artikelbeispiel
- Stefanie Oswalt: „Sie hatten eine gemeinsame Mission“ (Teddy Kollek und Ari Rath). In: Das Jüdische Echo, Wien 2018 / 2019, Heft 67, S. 67–73, überarbeitete Version eines am 11. April 2018 in Wien gehaltenen Vortrags; erschienen September 2018.